# Plaza de Pablo Picasso
La plaza de Pablo Picasso es una céntrica plaza de la ciudad española de Albacete.
Se trata de una de las plazas más concurridas del Ensanche de la capital albaceteña, ejerciendo de nexo de unión entre dos de sus vías más importantes, la calle Arquitecto Vandelvira y la calle Hermanos Jiménez, en la confluencia además de las calles Francisco Pizarro, María Marín y Donantes de Sangre, dentro del barrio de Fátima.
La plaza lleva el nombre de Pablo Picasso en honor al pintor y escultor español, cocreador del movimiento cubista, fallecido en 1973.
En el centro de la plaza se ubica una rotonda elíptica ajardinada. Cuenta con varias terrazas al suroeste de la plaza. Es lugar de paso de varias celebraciones de la ciudad como la Semana Santa de Albacete.